# 富勒埃克斯 (加利福尼亞州)
富勒埃克斯（英語：Fuller Acres）是位於美國加利福尼亞州克恩縣的一個人口普查指定地區。

## 地理
富勒埃克斯的座標為35°18′00″N 118°54′42″W / 35.30000°N 118.91167°W，而該地最高點為海拔高度128米（即420英尺）。

## 人口
根據2010年美國人口普查的數據，富勒埃克斯的面積為1.953平方千米，當中陸地面積為1.953平方千米，而水域面積為0.000平方千米。當地共有人口991人，而人口密度為每平方千米507人。